# Tchagra australis
Tchagra australis е вид птица от семейство Malaconotidae.

## Разпространение
Видът е разпространен в Ангола, Бенин, Ботсвана, Бурунди, Габон, Гана, Гвинея, Замбия, Зимбабве, Камерун, Демократична република Конго, Република Конго, Кот д'Ивоар, Кения, Либерия, Малави, Мали, Мозамбик, Намибия, Нигерия, Руанда, Сиера Леоне, Судан, Свазиленд, Танзания, Того, Уганда, Централноафриканската република, Южна Африка и Южен Судан.